# Калифорнийски университет
Калифорнийският университет (на английски: The University of California) или UC, е едната от общо три системи за висше образование в щат Калифорния (другите две са Университет на щат Калифорния (California State University) и Общински колежи на Калифорния (California Community Colleges System CCCS))
UC е обединение на 10 публични калифорнийски университета. Статутът „публичен“ означава, че системата се финансира от множество източници, включително и от бюджета на щат Калифорния (около една трета от цялото финансиране), и се управлява от Съвет на регентите на Калифорнийския университет (на английски: The Regents of the University of California), който се назначава от губернатора на щата.
Общо в системата от университети на UC се обучават над 191 000 студенти, а материалните му активи се оценяват на повече от 10 милиарда долара, което го нарежда на 12-о място сред университетите в САЩ. Най-стар и един от най-престижните съставни университети е този в Бъркли, основан през 1868 г.

## Структура на университета
- Калифорнийски университет - Бъркли (Berkeley) – главен кампус
  - Бизнес школа Хаас (Haas School of Business)
  - Институт за бизнес и икономически изследвания
- Калифорнийски университет - Дейвис (Davis), UC Davis
- Калифорнийски университет - Лос Анджелис (Los Angeles), UCLA
- Калифорнийски университет - Мърсед (Merced)
- Калифорнийски университет - Ривърсайд (Riverside)
- Калифорнийски университет - Сан Диего (San Diego), UCSD
- Калифорнийски университет - Сан Франциско (San Francisco)
- Калифорнийски университет - Санта Барбара (Santa Barbara), UCSB
- Калифорнийски университет - Санта Круз (Santa Cruz)
- Калифорнийски университет - Ървайн (Irvine), UCI

а също така
- Юридически колеж Хейстингс (Hastings College of the Law)
- Обсерватория Лик (Lick Observatory)
- Институт по океанография Скрипс (Scripps Institution of Oceanography)

## Изследователски центрове
Калифорнийският университет управлява редица изследователски центрове (национални лаборатории) към Министерство на енергетиката на САЩ. Към 2006 г. под управлението на университета са се намирали Ливърморската национална лаборатория и Националната лаборатория Лорънс Бъркли. По-рано университетът е управлявал и Националната лаборатория Сандия и Лос Аламоската национална лаборатория.